# Goethestraße 27 (Mönchengladbach)

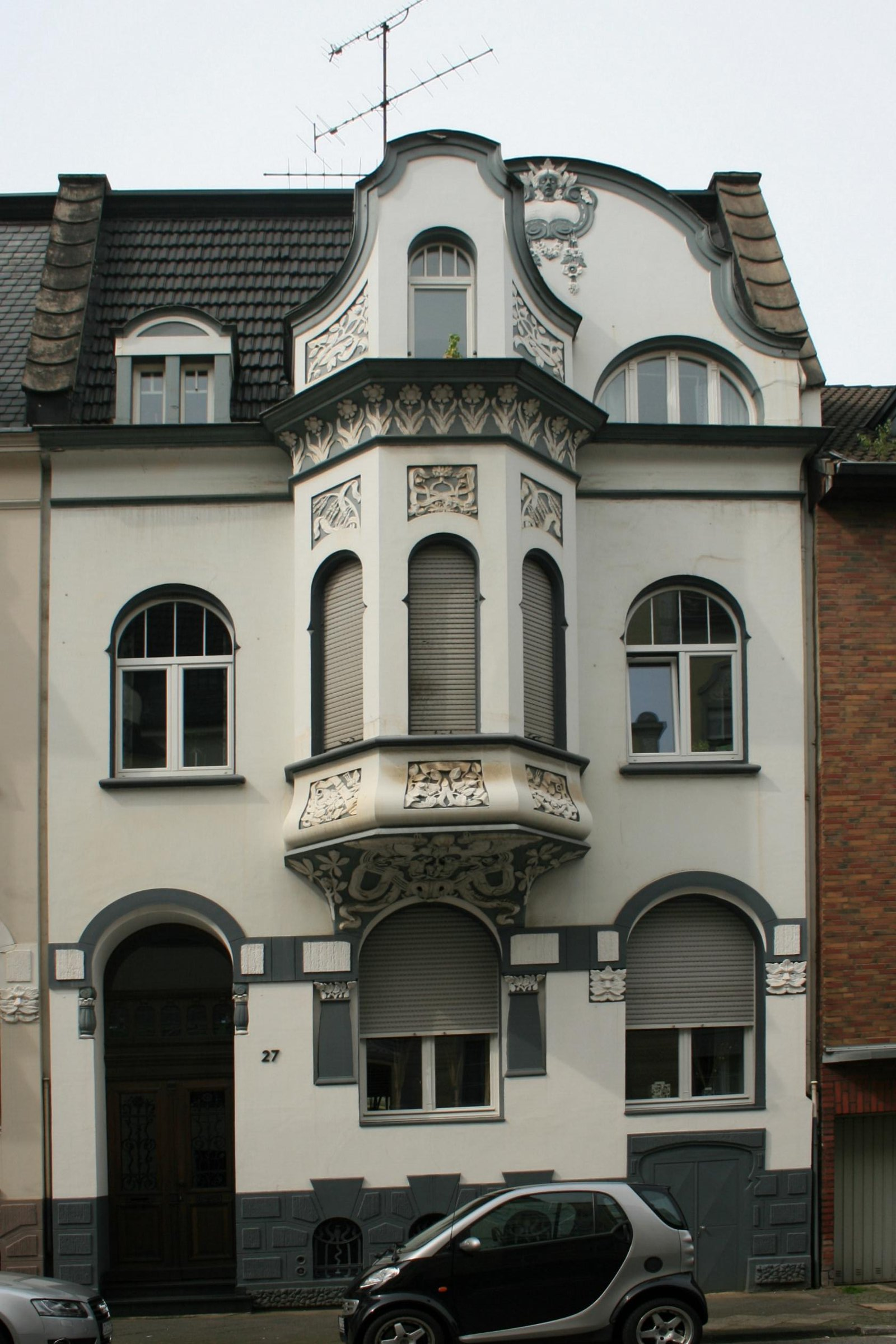
Pension (2010)

Die Pension Goethestraße 27 steht in Mönchengladbach (Nordrhein-Westfalen).
Das Gebäude wurde um die Jahrhundertwende erbaut. Es ist unter Nr. G 017 am 14. Oktober 1986 in die Denkmalliste der Stadt Mönchengladbach eingetragen worden.

## Lage
Die Goethestraße liegt in der gründerzeitlichen Erweiterung der Stadt Mönchengladbach in Richtung Eicken. Alle Baulichkeiten stammen aus der Jahrhundertwende, Haus Nr. 25 wird kurz nach 1900 entstanden sein.

## Architektur
Der kurz nach der Jahrhundertwende errichtete Bau ist ein zweigeschossiges, ursprüngliches Wohnbau in drei Achsen mit ausgebautem, oben abgeflachtem Satteldach und Dacherker.